# 栗東駅

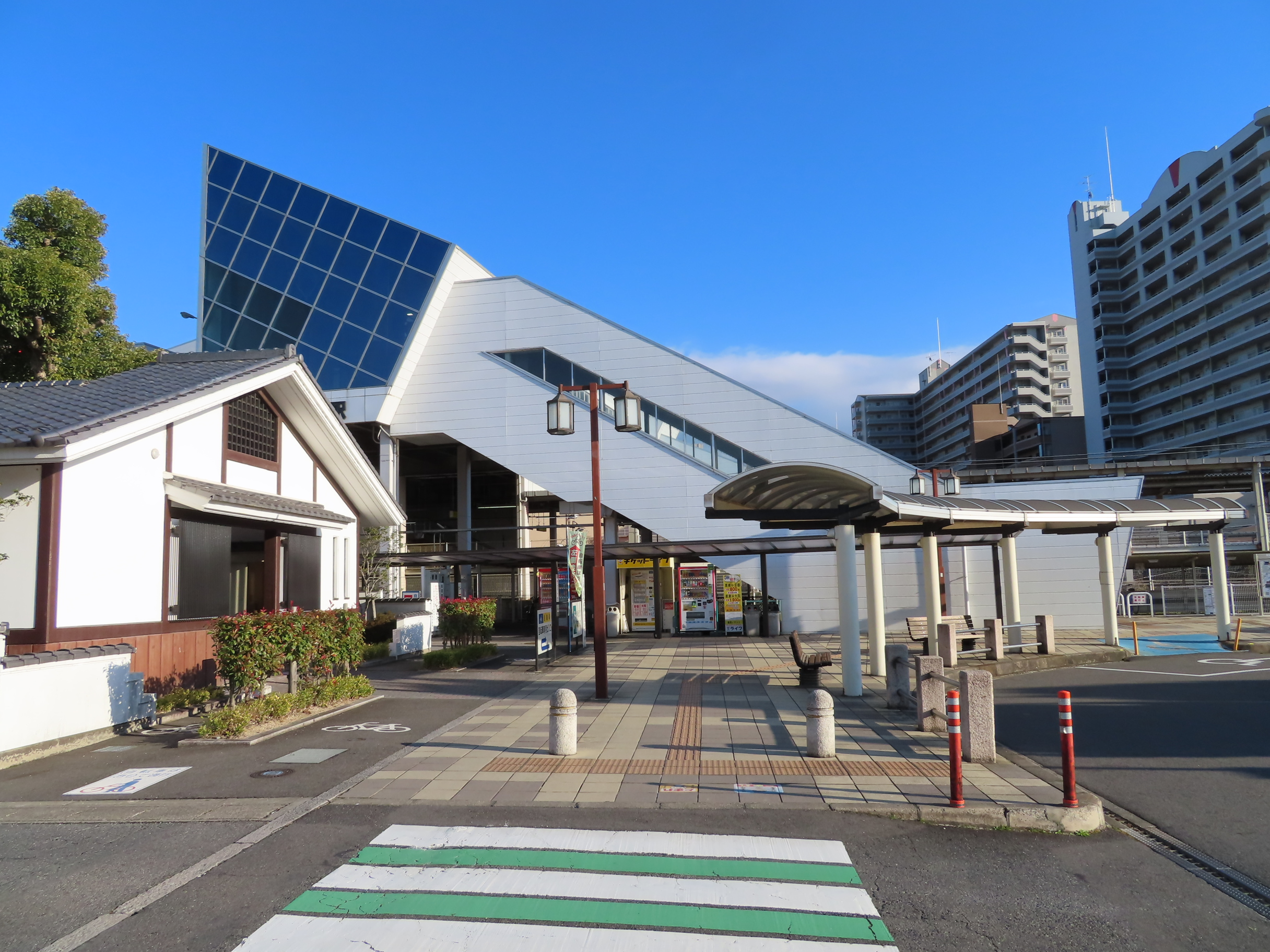
西口（2021年1月）

栗東駅（りっとうえき）は、滋賀県栗東市綣（へそ）二丁目にある、西日本旅客鉄道（JR西日本）東海道本線の駅である。駅番号はJR-A23。「琵琶湖線」の愛称区間に含まれている。

## 歴史
- 1991年（平成3年）3月16日：東海道本線（琵琶湖線）の守山駅 - 草津駅間に新設開業[1][2][3]。
- 1992年（平成4年）11月1日：みどりの窓口が営業開始。
- 1998年（平成10年）3月11日：自動改札機を設置し、供用開始[4]。
- 2003年（平成15年）11月1日：ICカード「ICOCA」の利用が可能となる。
- 2006年（平成18年）10月1日：JR京都・神戸線運行管理システム導入。
- 2007年（平成19年）3月18日：駅自動放送を更新。
- 2015年（平成27年）3月12日：入線警告音の見直しに伴い、接近メロディ導入[5]。
- 2018年（平成30年）
  - 3月7日：みどりの窓口の営業を終了。
  - 3月8日：みどりの券売機プラスを導入。
  - 3月17日：駅ナンバリングが導入され、使用を開始する。
  - 3月27日：改札内にエレベーターが新設され、使用を開始する。

## 駅構造
相対式ホーム2面2線を持つ地上駅で橋上駅舎を有する。ホーム有効長は12両編成分。総工費は5億5200万円でそのうち90％を地元自治体が負担した請願駅である。改札口は1か所のみである。分岐器や絶対信号機を持たないため、停留所に分類される。
JR西日本交通サービスによる業務委託駅であり、草津駅が当駅を管理している。ICOCA利用可能駅であり、ICOCAの相互利用対象カードも使用可能。

### のりば
| のりば | 路線     | 方向 | 行先           |
| ------ | -------- | ---- | -------------- |
| 1      | 琵琶湖線 | 上り | 彦根・米原方面 |
| 2      | 琵琶湖線 | 下り | 京都・大阪方面 |

- 上表の路線名は旅客案内上の名称（愛称）で記載している。

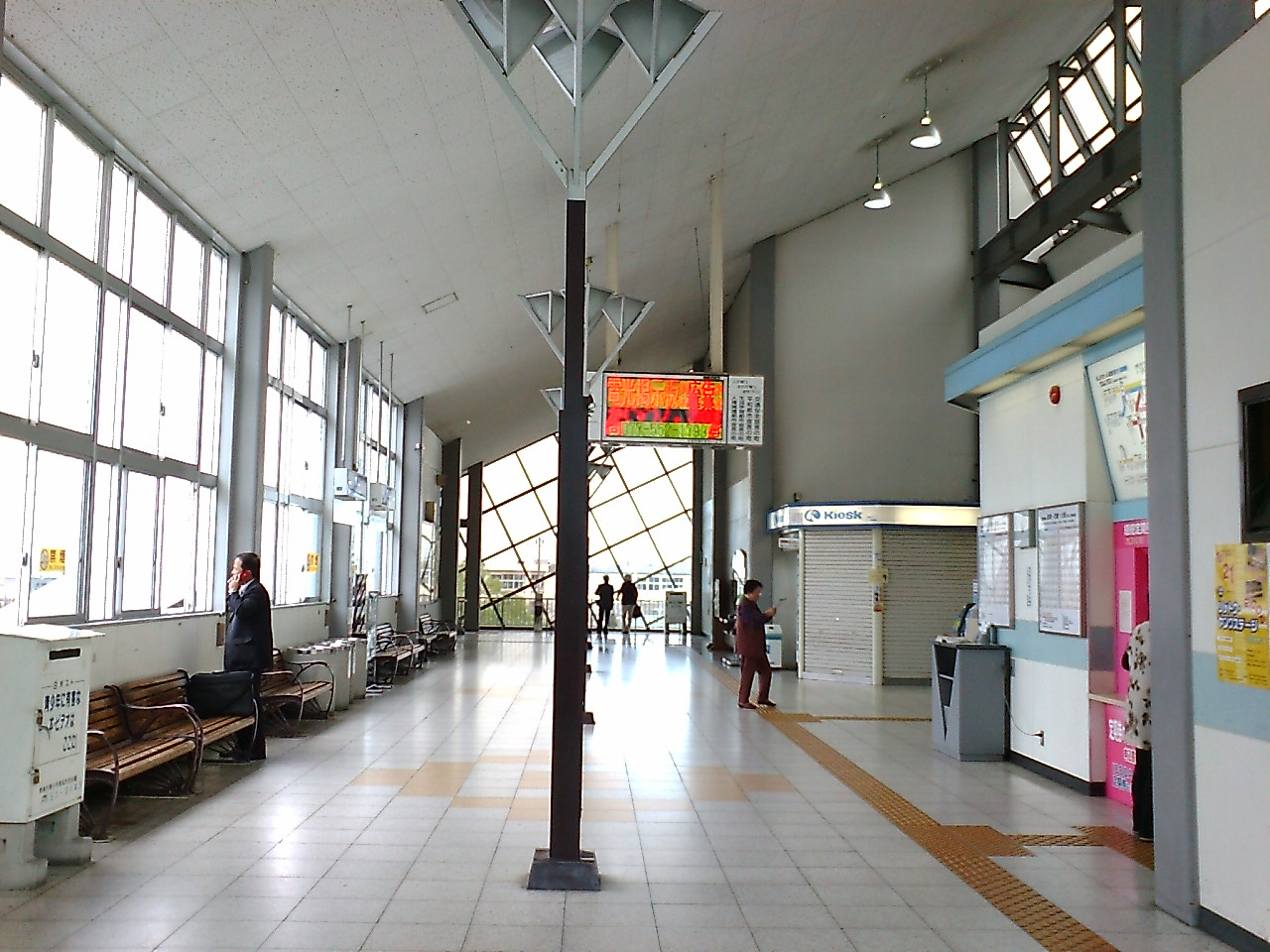
東西自由通路（2006年10月）
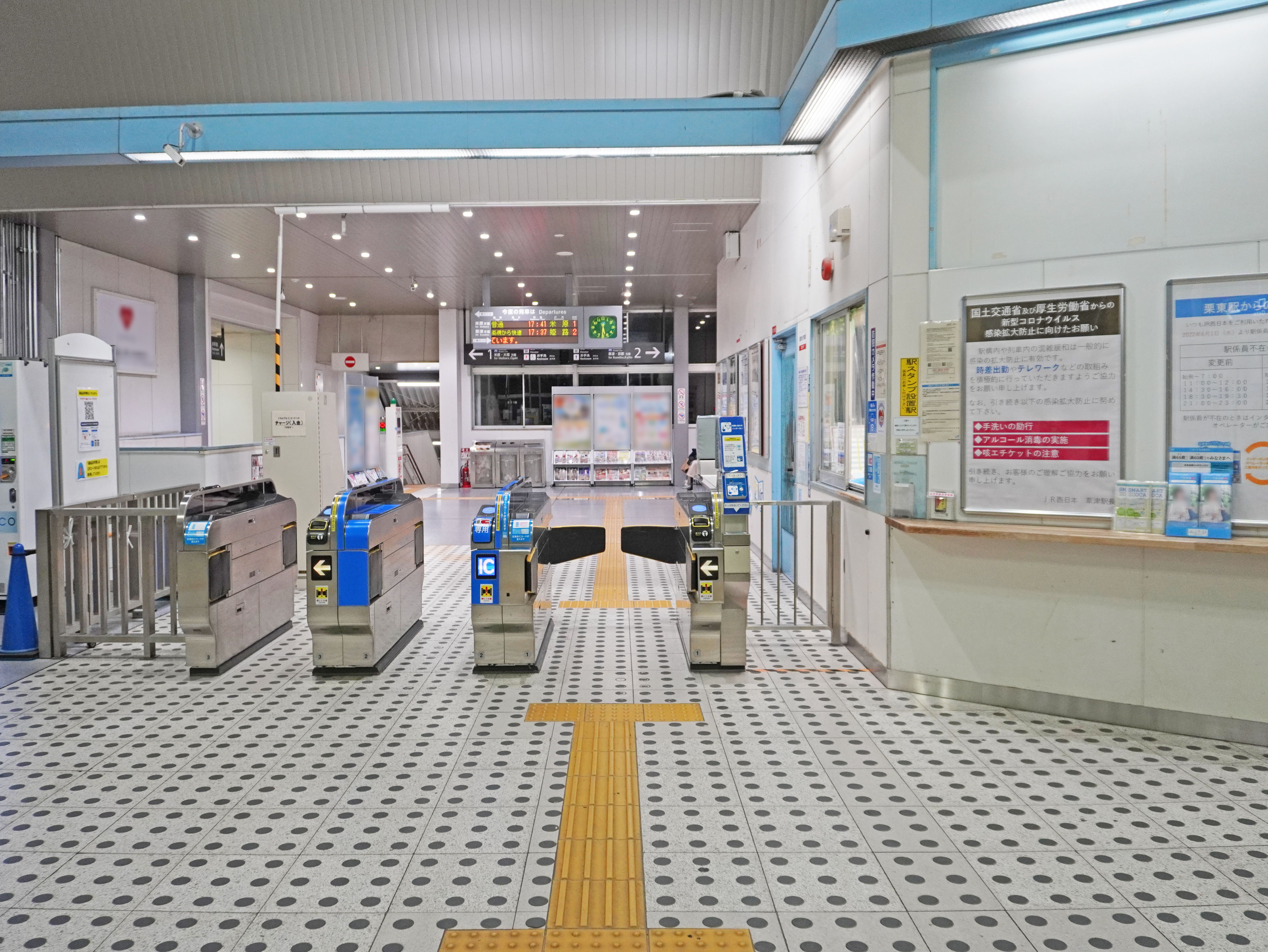
改札口（2022年12月）
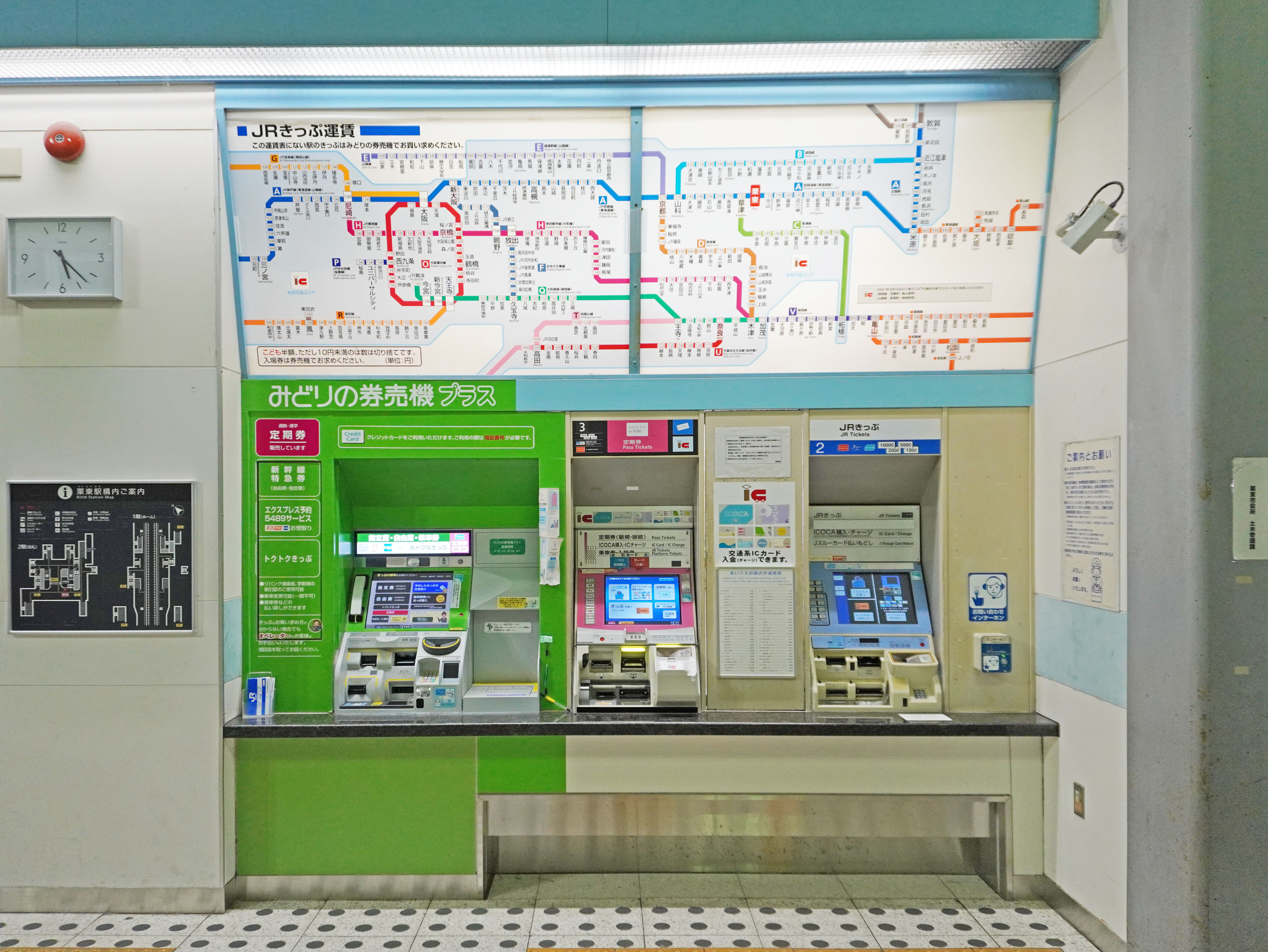
切符売り場（2022年12月）
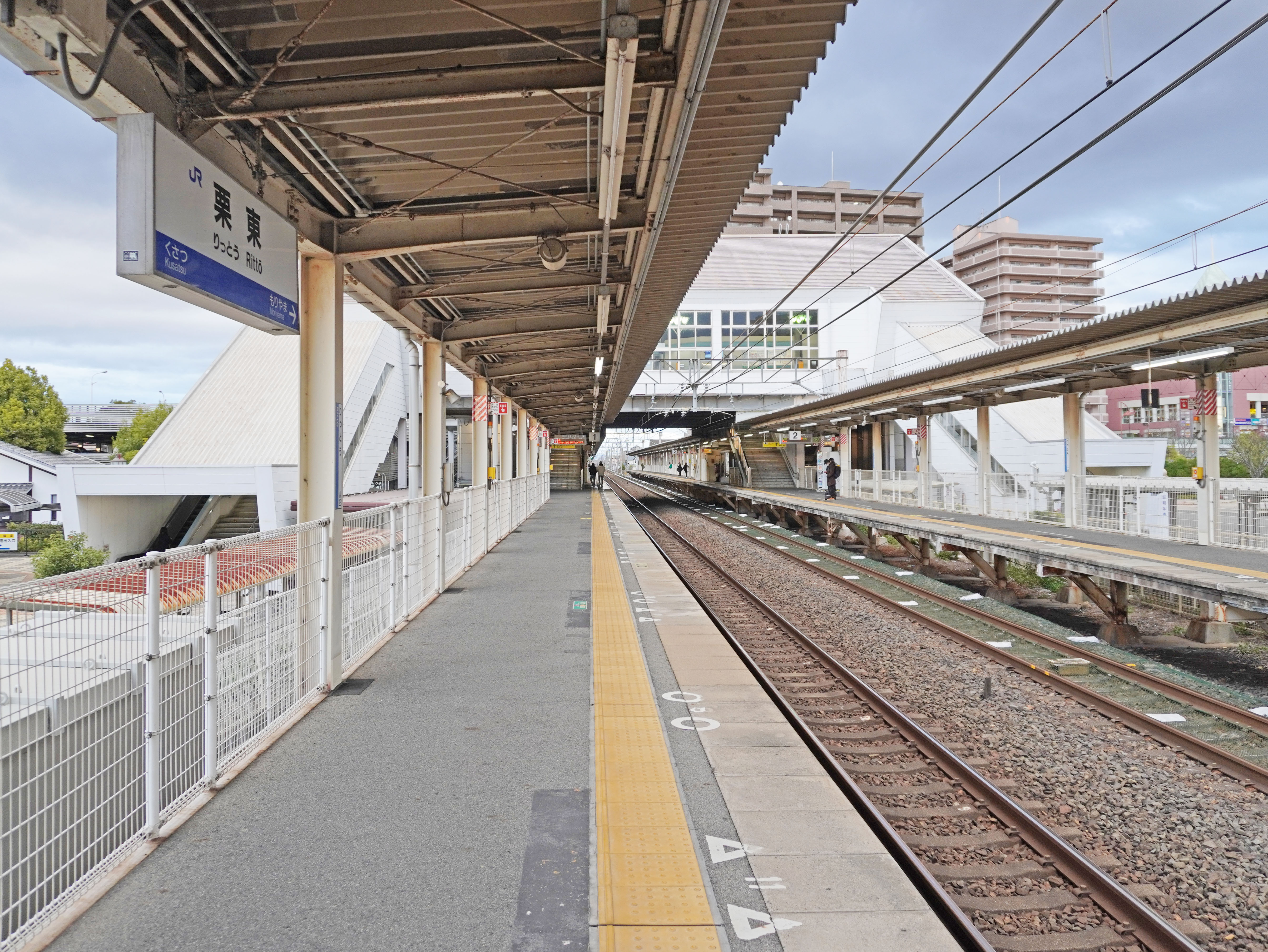
ホーム（2022年12月）

## ダイヤ
日中時間帯は1時間に4本が停車する。平日の朝ラッシュ時は本数がやや多くなる。大阪方面行きは京都駅（一部時間帯のみ）・高槻駅から快速となる。

## 利用状況
「滋賀県統計書」によると、近年の1日平均乗車人員推移は下表のとおりである。
なおJR西日本の移動等円滑化取組報告書によれば、2023年度の1日当たりの利用者数は18,148人であった。1991年の開業時は他の駅と比べて著しく少なかったが、大型マンションの建設や住宅開発が相次ぎ、近年に至るまで増加傾向が続いている。2023年の利用者数は滋賀県内では第11位、琵琶湖線内の新快速通過駅では瀬田駅・膳所駅に続く第3位の乗降客数となっている。
| 年度               | 1日平均 乗車人員 | 出典        |
| ------------------ | ---------------- | ----------- |
| 1992年（平成04年） | 3,472            | [ 統計 2 ]  |
| 1993年（平成05年） | 3,975            | [ 統計 3 ]  |
| 1994年（平成06年） | 4,356            | [ 統計 4 ]  |
| 1995年（平成07年） | 4,816            | [ 統計 5 ]  |
| 1996年（平成08年） | 4,354            | [ 統計 6 ]  |
| 1997年（平成09年） | 5,179            | [ 統計 7 ]  |
| 1998年（平成10年） | 6,230            | [ 統計 8 ]  |
| 1999年（平成11年） | 6,648            | [ 統計 9 ]  |
| 2000年（平成12年） | 6,985            | [ 統計 10 ] |
| 2001年（平成13年） | 7,218            | [ 統計 11 ] |
| 2002年（平成14年） | 7,376            | [ 統計 12 ] |
| 2003年（平成15年） | 8,178            | [ 統計 13 ] |
| 2004年（平成16年） | 8,779            | [ 統計 14 ] |
| 2005年（平成17年） | 9,642            | [ 統計 15 ] |
| 2006年（平成18年） | 10,308           | [ 統計 16 ] |
| 2007年（平成19年） | 10,844           | [ 統計 17 ] |
| 2008年（平成20年） | 11,503           | [ 統計 18 ] |
| 2009年（平成21年） | 11,493           | [ 統計 19 ] |
| 2010年（平成22年） | 11,870           | [ 統計 20 ] |
| 2011年（平成23年） | 12,259           | [ 統計 21 ] |
| 2012年（平成24年） | 12,744           | [ 統計 22 ] |
| 2013年（平成25年） | 13,151           | [ 統計 23 ] |
| 2014年（平成26年） | 12,546           | [ 統計 24 ] |
| 2015年（平成27年） | 12,094           | [ 統計 25 ] |
| 2016年（平成28年） | 11,958           | [ 統計 26 ] |
| 2017年（平成29年） | 12,037           | [ 統計 27 ] |
| 2018年（平成30年） | 12,348           | [ 統計 28 ] |
| 2019年（令和元年） | 11,976           | [ 統計 29 ] |
| 2020年（令和02年） | 9,262            | [ 統計 30 ] |
| 2021年（令和03年） | 8,912            | [ 統計 31 ] |
| 2022年（令和04年） | 8,819            | [ 統計 32 ] |

## 駅周辺

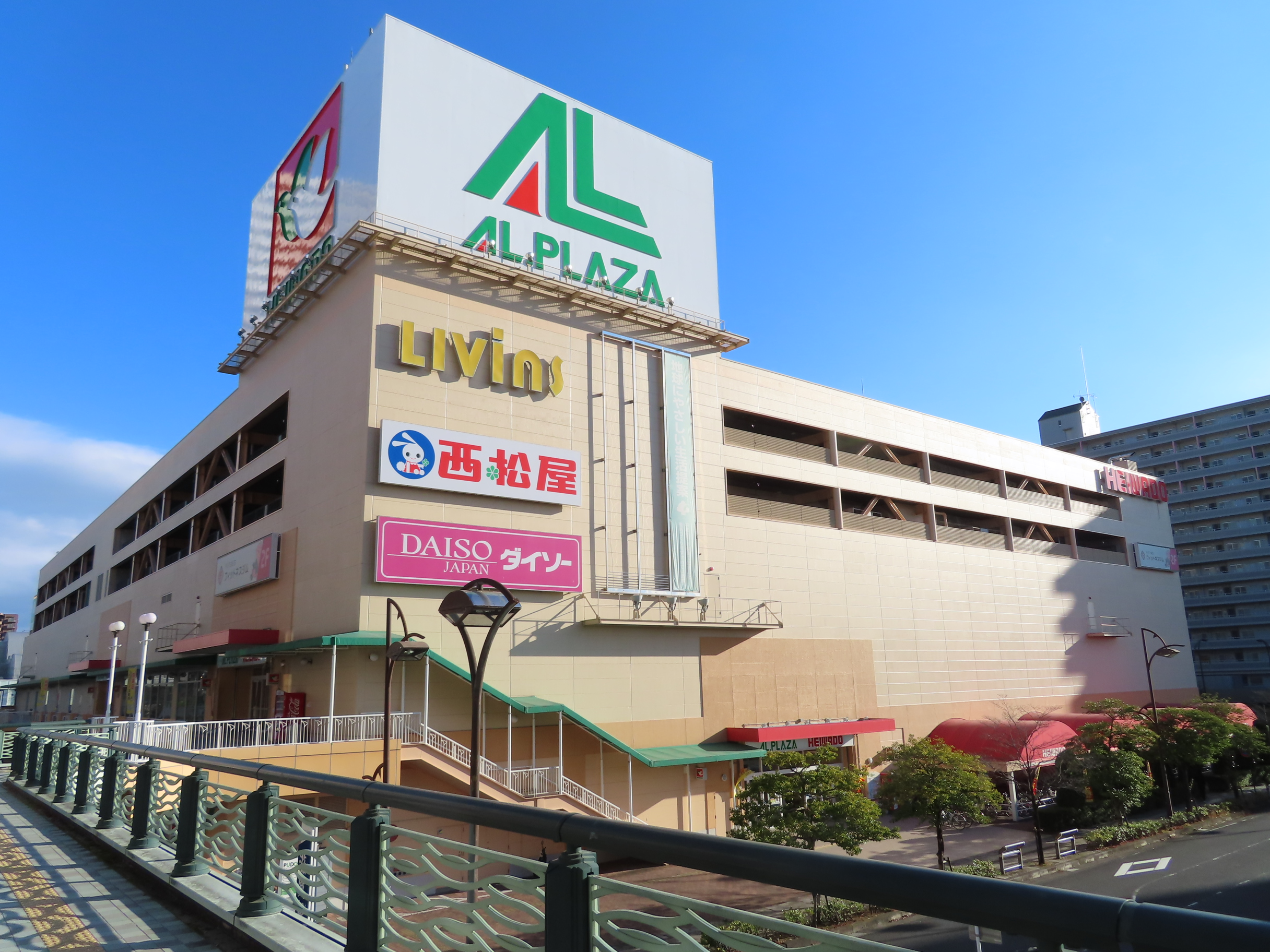
アル・プラザ栗東

駅の東側はかつて田園地帯だったが、駅の開業で区画整理されており、マンションや商業施設が林立する。なお、駅の西側には比較的古くからの住宅地がある。

### 東口
- アル・プラザ栗東 - 駅前にある商業施設。かつては「栗東サティ」が同地で営業していた。
- ウイングプラザ - 駅前にある複合施設[10]。「ウィングプラザ」は表記ゆれ。
- 栗東芸術文化会館さきら
- 積水化学工業滋賀栗東工場
- こだま保育園
- こだま乳児保育園
- 大宝幼稚園分園
- 滋賀県道31号栗東志那中線

### 西口
- 大宝神社
- 大宝郵便局
- 栗東市立大宝小学校
- 滋賀県道2号大津能登川長浜線
- 滋賀県道31号栗東志那中線

## バス路線

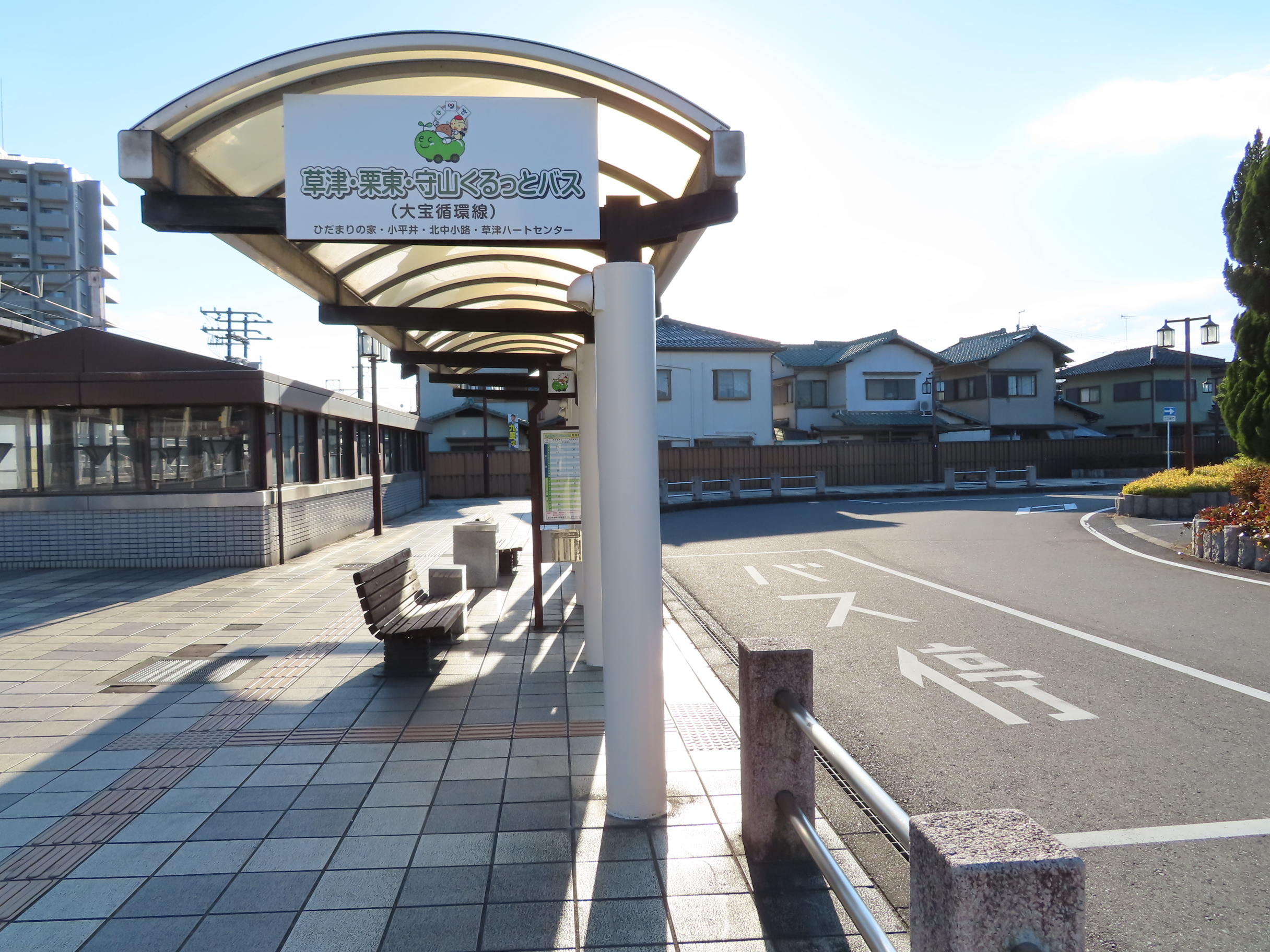
バス乗り場（西口・2021年1月）

東口と西口の各ロータリー内に停留所があり、路線バスやコミュニティバスが発着する。
| 栗東駅東口 | 栗東駅東口                  | 栗東駅東口                                                                | 栗東駅東口                                                                 |
| 乗り場     | 運行事業者                  | 系統または路線名・行先                                                    | 備考                                                                       |
| ---------- | --------------------------- | ------------------------------------------------------------------------- | -------------------------------------------------------------------------- |
| 1          |                             |                                                                           | （元：帝産湖南交通乗り場）                                                 |
| 2          | 帝産湖南交通                | 16：コミュニティセンター金勝                                              | 土曜・日曜・祝日運休                                                       |
| 3          |                             |                                                                           | （元：近江鉄道バス乗り場）                                                 |
| 4          | くりちゃんバス くるっとバス | 草津駅・手原線：草津駅 / なごやかセンター 宅屋線：草津駅西口 / 守山駅東口 | 両路線とも、土曜・日曜・祝日運休 （草津駅・手原線：夕方1便は市役所前止り） |
| 栗東駅西口 |                             |                                                                           |                                                                            |
| -          | くるっとバス                | 大宝循環線：草津駅西口 / 守山駅西口                                       | 日曜・祝日運休                                                             |

付記事項
- かつては済生会病院線（近江鉄道バス）や、志那中町を発着する路線（帝産湖南交通）などの設定があった。

## 隣の駅
西日本旅客鉄道（JR西日本）
 琵琶湖線（東海道本線）

■新快速
通過
■普通（京都駅または高槻駅以西は快速）
守山駅 (JR-A22) - 栗東駅 (JR-A23) - 草津駅 (JR-A24)

### 記事本文

### 利用状況
1. 1 2  “移動等円滑化取組報告書（鉄道駅）（令和5年度）”.   西日本旅客鉄道. 2025年3月15日閲覧。
2. ↑  平成4年滋賀県統計書[リンク切れ]
3. ↑  平成5年滋賀県統計書 (PDF)
4. ↑  平成6年滋賀県統計書 (PDF)
5. ↑  平成7年滋賀県統計書 (PDF)
6. ↑  平成8年滋賀県統計書 (PDF)
7. ↑  平成9年滋賀県統計書[リンク切れ]
8. ↑  平成10年滋賀県統計書 (PDF)
9. ↑  平成11年滋賀県統計書 (PDF)
10. ↑  平成12年滋賀県統計書 (PDF)
11. ↑  平成13年滋賀県統計書 (PDF)
12. ↑  平成14年滋賀県統計書 (PDF)
13. ↑  平成15年滋賀県統計書 (PDF)
14. ↑  平成16年滋賀県統計書 (PDF)
15. ↑  平成17年滋賀県統計書 (PDF)
16. ↑  平成18年滋賀県統計書 (PDF)
17. ↑  平成19年滋賀県統計書 (PDF)
18. ↑  平成20年滋賀県統計書 (PDF)
19. ↑  平成21年滋賀県統計書 (PDF)
20. ↑  平成22年滋賀県統計書 (PDF)
21. ↑  平成23年滋賀県統計書 (PDF)
22. ↑  平成24年滋賀県統計書 (PDF)
23. ↑  平成25年滋賀県統計書 (PDF)
24. ↑  平成26年滋賀県統計書 (PDF)
25. ↑  平成27年滋賀県統計書 (PDF)
26. ↑  平成28年滋賀県統計書 (PDF)
27. ↑  平成29年滋賀県統計書 (PDF)
28. ↑  平成30年滋賀県統計書 (PDF)
29. ↑  令和元年滋賀県統計書 (PDF)
30. ↑  令和2年滋賀県統計書 (PDF)
31. ↑  令和3年滋賀県統計書 (PDF)
32. ↑  令和4年滋賀県統計書 (PDF)